# Сосонки (Курская область)
Сосонки — деревня в Конышёвском районе Курской области России. Входит в состав Прилепского сельсовета.

## География
Деревня находится на реке Платавка (левый приток Свапы), в 60,5 км от российско-украинской границы, в 64 км к северо-западу от Курска, в 5 км к северу от районного центра — посёлка городского типа Конышёвка, в 4 км от центра сельсовета — деревня Прилепы.
Климат
Сосонки, как и весь район, расположены в поясе умеренно континентального климата с тёплым летом и относительно тёплой зимой (Dfb в классификации Кёппена).
Часовой пояс
Деревня Сосонки, как и вся Курская область, находится в часовой зоне МСК (московское время). Смещение применяемого времени относительно UTC составляет +3:00.

## Население
| 2002 | 2010 |
| ---- | ---- |
| 6    | ↘2   |

## Инфраструктура
Личное подсобное хозяйство. В деревне 14 домов.

## Транспорт
Сосонки находится в 42 км от автодороги федерального значения М2 «Крым» (Москва — Тула — Орёл — Курск — Белгород — граница с Украиной, с подъездами к Туле, Орлу, Курску, Белгороду и историко-архитектурному комплексу «Одинцово»), в 55 км от автодороги М3 «Украина» (Москва — Калуга — Брянск — граница с Украиной), в 36 км от автодороги А142 (Тросна — М-3 «Украина»), в 20 км от автодороги регионального значения 38К-038 (Фатеж — Дмитриев), в 2 км от автодороги 38К-005 (Конышёвка — Жигаево — 38К-038), в 2 км от ближайшего ж/д остановочного пункта 552 км (линия Навля — Льгов I).
В 164 км от аэропорта имени В. Г. Шухова (недалеко от Белгорода).